# Ớt Espelette
Ớt Espelette (tiếng Pháp: piment d'Espelette phát âm tiếng Pháp: [pi.mɑ̃ dɛs.pə.lɛt]; Basque: Ezpeletako biperra) là một loạt ớt Capsicum annuum được trồng ở xã Espelette, Pyrénées-Atlantiques của Pháp, theo truyền thống tại lãnh thổ phía bắc của người Basque. Vào ngày 1 tháng 6 năm 2000, nó được phân loại là sản phẩm AOC và được xác nhận là sản phẩm APO vào ngày 22 tháng 8 năm 2002.
Ớt, có nguồn gốc từ Trung và Nam Mỹ, được du nhập vào Pháp trong thế kỷ 16. Sau khi lần đầu tiên được sử dụng để làm thuốc, nó trở nên phổ biến như một thứ gia vị và để bảo quản các loại thịt. Bây giờ nó là một gia vị cơ bản của ẩm thực xứ Basque, nơi nó đã dần thay thế hạt tiêu đen và nó là một thành phần quan trọng trong món piperade.
Ớt AOC Espelette được trồng ở các xã sau: Ainhoa, Cambo-les-Bains, Espelette, Halsou, Itxassou, Jatxou, Larressore, Saint-Pée-sur-Nivelle, Souraïde và Ustaritz. Chúng được thu hoạch vào cuối mùa hè và vào tháng 9, các tràng hoa ớt đặc trưng được treo trên ban công và tường nhà trên khắp các xã để làm khô. Một lễ hội ớt hàng năm được tổ chức bởi Confrérie du Piment d'Espelette, được tổ chức từ năm 1968 vào cuối tuần cuối tháng 10, thu hút khoảng 20.000 khách du lịch.
Loài ớt này đạt được mức tối đa chỉ 4.000 trên thang Scoville và do đó chỉ được coi là nóng nhẹ. Nó có thể được mua dưới dạng các tràng ớt tươi hoặc khô, cũng như ớt xay, hoặc xay nhuyễn hoặc ngâm trong lọ.
Ớt không phải là ớt  AOC Espelette được trồng và bán ở California tươi hơn so với ớt AOC Espelette nhập khẩu.
Theo Syndicat du Piment d'Espelette, một hợp tác xã được thành lập để có được chỉ định AOC cho loài ớt này, có 160 nhà sản xuất AOC Piment d'Espelette trồng 183 hécta (450 mẫu Anh) và vào năm 2014, họ đã sản xuất 203 tấn Piment d ' Espelette và 1300 tấn ớt thô.